# Mnemea (satèl·lit)
Mnemea, també conegut com a Júpiter XL (designació provisional S/2003 J 21), és un satèl·lit irregular prògrad de Júpiter. Va ser descobert per un equip d'astrònoms de la Universitat de Hawaii liderat per Scott S. Sheppard el 2003.
Mnemea té uns 2 quilòmetres de diàmetre i orbita Júpiter en una distància mitjana de 21.427 Mm en 640,768 dies, amb una inclinació de 149° respecte a l'eclíptica (148° respecte a l'equador de Júpiter) i una excentricitat orbital de 0,2214.
Mnemea va ser anomenat el març del 2005 en honor de Mnemea, una de les tres muses originals.
Mnemea pertany al grup d'Ananké, format per satèl·lits retrògrads que orbiten Júpiter en una distància d'entre 19,3 i 22,7 Gm amb inclinacions d'uns 150º.